# Annabelle (película)
Annabelle es una película de terror sobrenatural estadounidense de 2014, dirigida por John R. Leonetti, y escrita por Gary Dauberman. Se trata de un spin-off de la película The Conjuring, siendo además la segunda entrega de The Conjuring Universe. Protagonizada por Annabelle Wallis y Ward Horton, se estrenó el 3 de octubre de 2014 en Estados Unidos. Las críticas fueron mayormente negativas, pero esto no impidió que se posicionara en el segundo lugar en su primera semana de estreno (película de 2014). Además, recaudó un total de 257 millones de dólares habiendo tenido un presupuesto de $6,5 millones.

## Argumento
En 1968, tres jóvenes son entrevistados por Ed y Lorraine Warren (Patrick Wilson y Vera Farmiga) sobre sus experiencias con una muñeca a la que habían llamado Annabelle y que supuestamente estaba poseída.
En 1967, John y Mia Form (Ward Horton y Annabelle Wallis) esperan a su primera hija. Mia es una amante de las muñecas, por lo que su marido le regala la muñeca que siempre ha estado buscando. Una noche mientras duermen, Mia escucha ruidos procedentes de la casa de sus vecinos: los Higgins (Kerry O'Malley y Brian Howe). John va a investigar y encuentra a sus vecinos asesinados, Mia llama a la policía, después los asesinos atacan a Mia, hasta que la policía llega a su casa y acaba con el agresor que instantes antes había apuñalado a Mia, la agresora se suicida mientras tiene a la muñeca en brazos. Las noticias confirman que la asesina era Annabelle Higgins (Tree O'Toole), la hija desaparecida de sus vecinos que al parecer se había unido a una comunidad satánica.
A pesar de las graves heridas, Mia da a luz a Leah, una niña sana. Sin embargo, ésta le pide a su marido que se deshaga de la muñeca tras sufrir fenómenos extraños. Decididos a empezar una nueva vida, se marchan a un apartamento de Pasadena, California, donde la mujer descubre una nueva "sorpresa": la muñeca que su marido tiró al contenedor reaparece en una de las cajas de la mudanza y, aunque atónitos por la extrañeza del asunto, ésta la coloca junto a las demás. A partir de ese día experimentarían varios sucesos paranormales que amenazan tanto la integridad del bebé como de la pareja. El detective Clarkin (Eric Ladin), el cual investigó el asesinato de los Higgins les comenta a ambos la historia del culto al que se dedicaba Anabelle, la historia de ofrecerle un alma al diablo. Determinada a combatir la presencia, Mia acude a una librería regida por Evelyn (Alfre Woodard), la cual está especializada en lo paranormal desde que perdió a su hija en un accidente. Evelyn le explica que tal espíritu pretende hacerse con el alma de Leah. A continuación, recurren al padre Pérez (Tony Amendola), quien se ofrece para llevarse la muñeca a la iglesia al creer que el espíritu que mora dentro de ella no tendrá el mismo poder dentro de la misma, pero lejos de ello, éste es atacado antes de entrar a la iglesia por una fuerza maligna que lo envía directamente al hospital. Por otra parte, la muñeca desaparece. Ajeno a lo demás, Evelyn le explica a Mia su trágica historia sobre cómo intentó suicidarse al sentirse culpable por la muerte de su hija, aunque agrega que a menudo escucha su voz diciéndole que "todavía no es su hora".
El padre Pérez por su parte le avisa a John que su familia corre peligro y éste intenta ponerse en contacto con Mia, sin embargo la presencia maléfica de Annabelle interfiere la línea telefónica y son incapaces de comunicarse. Al mismo tiempo, se produce otro incidente en el apartamento: Evelyn es expulsada del apartamento y el espíritu empieza a acosar a Mia. Annabelle le "arrebata" a su hija aunque no su alma. Fuera de sí, intenta destrozar la muñeca, sin embargo la fuerza demoníaca le pide su propia alma a cambio de recuperar a Leah, lo que significa sacrificar su vida.
Finalmente, John y Evelyn consiguen forzar la puerta e impedir que Mia salte por la ventana abortando el trato, sin embargo Evelyn toma la muñeca y salta en su lugar sabedora de poder expiar su culpa por el fallecimiento de su hija. Con su muerte, Leah vuelve sana y salva a los brazos de su madre, mientras ven desde su piso el cuerpo de la mujer con la muñeca a su lado.
Los Form vuelven a mudarse y se despiden del padre Pérez. Por otro lado, una mujer busca el regalo perfecto para su hija que está estudiando enfermería. Tras ver a la muñeca Annabelle en la repisa de una tienda, decide comprarla.
La auténtica muñeca está en el museo de los Warren en una urna acristalada que es bendecida por un sacerdote dos veces por mes.

## Reparto
- Annabelle Wallis[4] como Mia Form.
- Ward Horton[4]  como John Form.
- Alfre Woodard[5] como Evelyn.
- Tony Amendola como el padre Pérez.
- Eric Ladin[6] como el detective Clarkin.
- Brian Howe[6] como Pete Higgins.
- Kerry O'Malley como Sharon Higgins.
- Gabriel Bateman como Robert
- Shiloh Nelson como Nancy
- Tree O'Toole como Annabelle Higgins (adulta).
- Keira Daniels como Annabelle Higgins (niña).
- Ivar Brogger como el doctor Burgher.
- Morganna May como Debbie.
- Michelle Romano como Mary.
- Christopher Shaw como Fuller.
- Patrick Wilson como Ed Warren (voz).

## Producción
El 8 de noviembre de 2013 se hizo público el anuncio de una película derivada de The Conjuring, la cual estaría centrada en la muñeca Annabelle, producida por Warner Bros. y New Line Cinema, con Peter Safran como productor y John R. Leonetti como director, con un guion escrito por Gary Dauberman en la primavera de 2014. El 15 de enero de ese año se hizo oficial la participación de Annabelle Wallis y Ward Horton como parte del reparto para el filme. Días después se unirían Eric Ladin y Brian Howe. A finales de enero Alfre Woodard también se unió al reparto.

### Rodaje
El rodaje comenzó el 27 de enero de 2014 en Los Ángeles. El 25 de febrero de 2014, la filmación estaba en marcha en un apartamento en el Sur de la Avenida Normandie.

## Promoción
El primer tráiler de la película fue estrenado el 17 de julio de 2014. El segundo tráiler, que fue el primer tráiler principal de la película, se estrenó el 22 de agosto de 2014.

## Estreno
Warner Bros. confirmó el estreno de la película para el 3 de octubre de 2014 en Estados Unidos y el 22 de octubre de 2014 en México. En Colombia se estrenó el 2 de octubre mientras que en Argentina y en Perú el estreno fue el 23 de octubre.
El 8 de octubre de 2014 se estrenó en Francia, pero algunos días después fue retirada de algunos cines debido a que acudía mayormente público adolescente que provocó incidencias durante su proyección.

## Taquilla

### En Estados Unidos
Los primeros reportes de la prensa informaban de que en su primera semana, el filme recaudó entre 25 y 27 millones de dólares en taquilla, sin embargo la recaudación fue inferior (entre 20 y 22) en el fin de semana. El estreno tuvo lugar en 3.185 salas de cines en Norteamérica. Annabelle obtuvo 2,1 millones en las sesiones del jueves y 15,4 en su estreno. Fue la segunda película más vista de la semana con 37 134 255 espectadores, por detrás de Gone Girl, con 37 513 109 espectadores.
En cuanto a las películas de terror, fue la undécima producción más taquillera de 2014 adelantando a The Purge: Anarchy con 28,9 millones de dólares. Dan Fellman, presidente de Warner Bros., afirmó sentirse sorprendido y declaró: «Hicimos una gran campaña del film y escogimos una fecha idónea», añadiendo que «aprovechar el tirón» de The Conjuring fue una buena idea.

### Internacional
El filme se estrenó en Rusia una semana antes que en el país de origen. En la primera semana recaudó 2,1 millones de dólares, siendo la tercera producción de la cartelera rusa. A nivel mundial la cifra aumentó a 23,6 millones en cerca de 3.300 cines de treinta y nueve países. En total, la producción obtuvo 60,8 millones de dólares a nivel mundial en su primer fin de semana.
En la segunda semana, la recaudación había alcanzado 28,1 millones de dólares tras estrenarse en otros 44 países, acumulando un total de 122,4 millones. En Francia y Brasil fue número uno de taquilla (con 3,4 y 3 millones de dólares, respectivamente). En el mercado británico fue la segunda película más vista. Otras naciones en las que tuvo gran acogida fueron España (1,45 millones) y Alemania. En India debutó en segundo lugar, siendo superada por el filme de Bollywood Bang Bang!.
El 13 de octubre en Filipinas fue un récord en la cartelera al ser la película de terror más taquillera que se haya estrenado en ese país, con cerca de 121,33 millones de pesos filipinos, superando a Insidious: Chapter 2 (con 113 millones de pesos) en solo doce días.
Durante la tercera semana recaudó 19,2 millones en 4395 salas, obteniendo un total de 92 millones de dólares. Aquella semana se estrenó en Suecia, donde fue la segunda película más vista tras la cinta local Lasselmaja.
En la cuarta semana ya rondaba 206,2 millones a nivel mundial, siendo la película más vista en Argentina, tras adelantar a la cinta local Relatos salvajes en el primer puesto de la taquilla. En Perú fue la película de terror más vista en el país (con 1,34 millones). En México obtuvo 10,9 millones de dólares, siendo un éxito de taquilla al igual que en Líbano, país en la que se mantuvo como la primera película de la cartelera durante dos semanas seguidas.

## Recepción
La acogida por parte de la crítica fue dispar. Desde el sitio web Rotten Tomatoes puntuaron la producción con un 30% de nota de un total de 109 reseñas y con una valoración media de 4,5 sobre 10. La mayoría coincide en que «Annabelle bebe descaradamente de las mejores películas de terror y ofrece a los espectadores un suspense mediocre fallido a la hora de igualar a The Conjuring», por otro lado afirmaron que tenía buenas escenas «que mantenían al público en la butaca». En el sitio web Metacritic la reacción fue más ajustada, con un 47% de nota de un total de veintisiete críticas.
Scott Foundas, de Variety, fue más flexible y calificó el filme de «inspirado» aunque «con altibajos». En su crítica apuntó: «[la producción] es un spin off decente del que James Wan quiso aprovechar el éxito de The Conjuring realizando efectos especiales con una atmósfera cargada en cualquier apartamento que se proponga. Esto le llevó a diseñar una historia sobre una muñeca espeluznante».
En ComboGamer, en cambio, el filme recibió una calificación de 80 sobre 100. Jorge Consiglio escribió: «Annabelle es una digna precuela de The Conjuring y si bien para muchos no es tan buena como aquella, se nota el cuidado que se ha puesto en todas las escenas del filme para lograr una atmósfera cargada y por momentos tensa. También tiene algunas secuencias realmente escalofriantes y perfectamente ejecutadas, no sólo desde el apartado visual sino también desde el sonoro, y quien la haya visto coincidirá conmigo en que escenas como la del asesinato de los Higgins o la del sótano del edificio son realmente buenas».